# 요한 오스카 스미스
요한 오스카 스미스(Johan Oscar Smith, 1871년 10월 11일 ~ 1943년 5월 1일)는 노르웨이의 기독교 지도자로, 복음주의 단립 교회의 단체로 알려진 브런스타드 기독교 교회를 세운 종교인이다. 그래서 노르웨이의 복음을 처음 전파할 정도로 매우 위대한 인물이다. 1943년 5월 1일 그는 노르웨이의 한 자택에서 심장마비로 숨을 거두었던 것으로 보인다.